# 水素生産菌
水素生産菌（すいそせいさんきん）とは水素を生産する細菌である。w:en:Biohydrogen#Bacterial biohydrogenも参照のこと。
逆に水素を食料とする細菌を水素酸化細菌という。

## 概要
水素生産菌は特殊な細菌ではなく、普遍的に存在していると考えられる。土壌やシロアリなどの体内にいる。嫌気性の細菌とされる。
単体の菌株の分離には閉鎖された環境下で培養して純粋な培養になるまで継代を繰り返す。純粋になった菌株からDNAを抽出して、ヒドロゲナーゼ遺伝子の有無を調べる。近年では遺伝子組み換えにより、適した形質を発現させることもある。しかし、遺伝子組換え体の培養は20リットル以内に制限されることがある。一方、突然変異体であればこのような培養容量の制限は無い。
培養で鍵となるのはメタン生成菌など、他菌種の活動を抑え、水素生産菌に適したpH値、温度等の条件を維持することにある。
一般的に下水消化汚泥を水素発酵の種菌として用いる場合には生成した水素は速やかに水素資化性のメタン生成菌によって消費されることから水素回収は困難であるといわれ、このような水素資化菌の活動を抑制する方法として熱処理や酸処理などの改質法による水素資化性メタン生成菌の死滅が有効であるとの知見があるが、未改質の下水消化汚泥を用いて水素発酵を行っても発酵槽内のpH値を制御することによりメタン発酵反応を抑制することで水素生成汚泥として利用できるとの知見もある。
メタン生成菌の増殖に適するpH6.8∼7.5よりも低い4.0∼6.8が水素生産菌の活動には望ましいとされる。温度条件は他の菌種が活動しにくい50℃でも活動が確認される。
我々人間の大腸にはおよそ１００兆もの腸内細菌が１０００種類以上存在しているといわれている。そのうち、７０％の腸内細菌が水素代謝の酵素であるヒドロゲナーゼを有している水素産生菌であって、炭水化物を代謝して酢酸や酪酸等とともに水素を産生している。腸内に生息してる水素産生菌によって、ヒトの腸内からは一日におよそ１０リットルの水素が産生しているといわれている。水素分子はミトコンドリア内部で発生する猛毒のヒドロキシルラジカルと反応して水分子に変換することによって細胞が酸化ストレスから防護することができる。水素産生菌が産生する水素の量と老化や疾病には相関関係が確認されており、例えば、百歳以上の健康長寿の高齢者の呼吸の水素濃度は、糖尿病を患っている高齢者よりも高いことが報告されている。また、パーキンソン病の患者の糞便中の水素産生菌の数は健常者よりも少なく、早産の妊婦の呼気中の水素濃度は正期産の妊婦よりも低いことが確認されている。